# Vicia esdraelonensis
Vicia esdraelonensis — вид квіткових рослин з родини бобових (Fabaceae). Ареал охоплює такі країни: Ізраїль, Сирія, Туреччина (азійська).

## Середовище
Vicia esdraelonensis — рідкісний таксон, що зустрічається в болотистій місцевості. Відомо, що середовище існування Vicia esdraelonensis серйозно перевипасається. Східному Середземномор'ю в цілому загрожує генетична ерозія, а види роду Vicia загалом погано реагують на випас.